# Польове (Скадовський район)
Польове́ — село в Україні, у Мирненській селищній громаді Скадовського району Херсонської області. Населення становить 124 осіб.

## Історія
Під час організованого радянською владою Голодомору 1932—1933 років помер щонайменше 1 житель села.
24 лютого 2022 року село тимчасово окуповане російськими військами під час російсько-української війни.

## Населення
Згідно з переписом УРСР 1989 року чисельність наявного населення села становила 105 осіб, з яких 41 чоловік та 64 жінки.
За переписом населення України 2001 року в селі мешкала 121 особа.

### Мова
Розподіл населення за рідною мовою за даними перепису 2001 року:
| Мова       | Відсоток |
| ---------- | -------- |
| українська | 95,16 %  |
| російська  | 4,84 %   |